# László Surján
László Surján (ur. 7 września 1941 w Kolozsvárze) – węgierski polityk i lekarz, były minister i parlamentarzysta, deputowany do Parlamentu Europejskiego V (w 2004), VI i VII kadencji.

## Życiorys
Ukończył studia medyczne na Uniwersytecie Semmelweisa w Budapeszcie. Od 1969 praktykował jako lekarz internista, pracował też jako asystent w instytucie histologii. Od 1970 do 1989 był zatrudniony w uniwersytecie zajmującym się doskonaleniem zawodowym lekarzy, gdzie doszedł do stanowiska docenta.
Pod koniec lat 80. wziął udział w reaktywowaniu zdelegalizowanej przez władze komunistyczne Chrześcijańsko-Demokratycznej Partii Ludowej. Od 1990 do 1995 stał na czele tego ugrupowania, w latach 1995–1997 i ponownie od 2001 pełnił funkcję wiceprzewodniczącego KDNP. W okresie 1990–1994 zajmował stanowisko ministra polityki społecznej. Sprawował mandat posła do Zgromadzenia Narodowego (1990–2004). Był m.in. przewodniczącym Komisji Zatrudnienia i wiceprzewodniczącym parlamentu (2000–2001). Reprezentował ZN w Zgromadzeniu Parlamentarnym Rady Europy, w którym od 1999 do 2004 był zastępcą przewodniczącego frakcji Europejskiej Partii Ludowej.
W 2004 z ramienia centroprawicowej partii Fidesz został deputowanym do Parlamentu Europejskiego V kadencji, a w tym samym roku wybrano go na VI kadencję. W wyborach europejskich w 2009 skutecznie ubiegał się o reelekcję. W PE zasiadał do 2014.